# Evangelische Pfarrkirche Ebensee am Traunsee

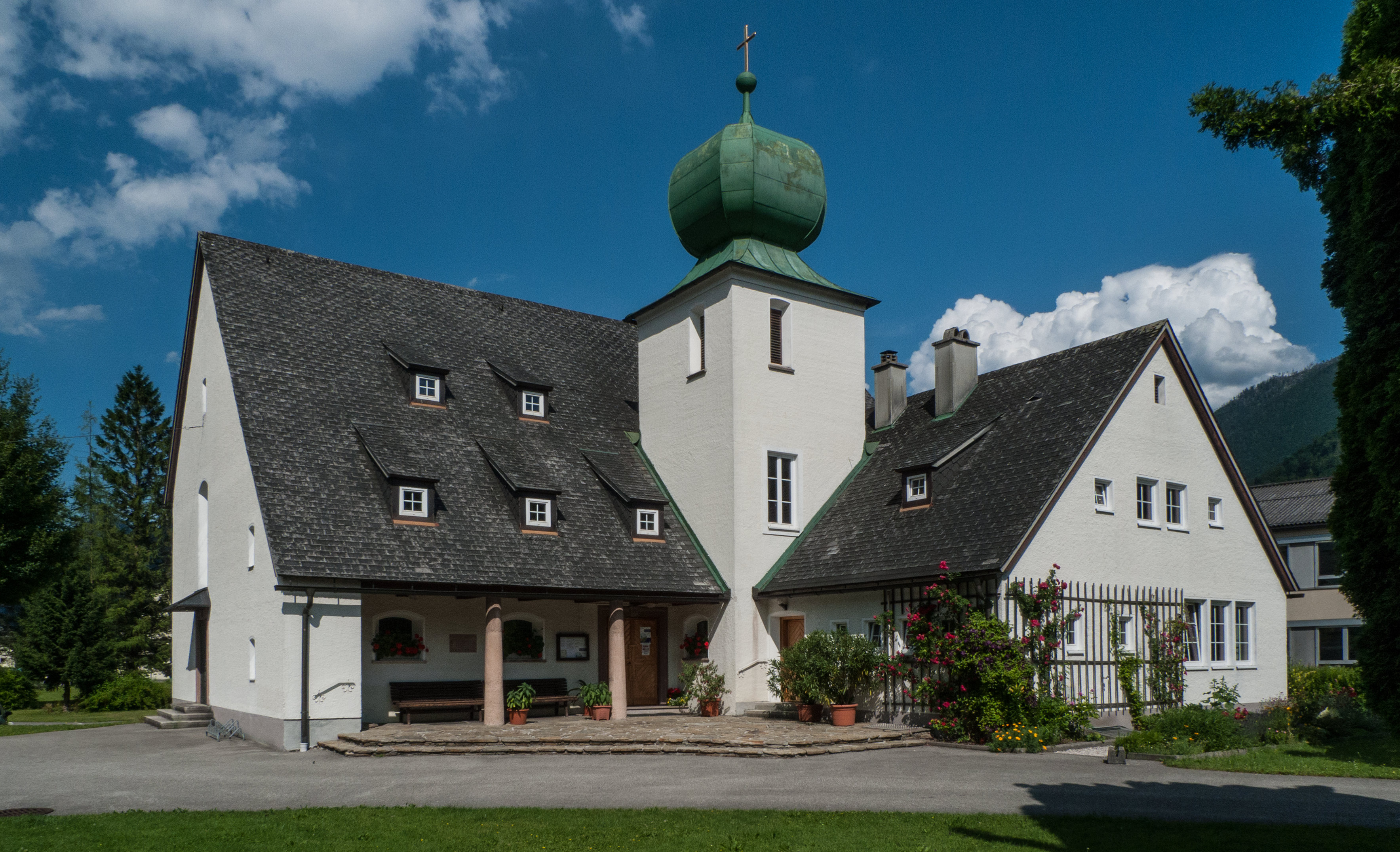
Die Evangelische Kirche Ebensee am Traunsee

Die Evangelische Pfarrkirche Ebensee am Traunsee in der Gemeinde Ebensee am Traunsee im Bezirk Gmunden in Oberösterreich stammt aus den Jahren 1952 bis 1953. Die Kirchengemeinde ist Teil der Evangelischen Kirche A.B. in Österreich und gehört zur Evangelischen Superintendentur Oberösterreich. Die Gemeinde ist in den Seelsorgeraum der Evangelischen Pfarrkirche Gmunden integriert. Die Ebenseer Kirche wird auch Gnadenkirche genannt. Unter dem Titel Evangelische Pfarrkirche A.B. Gnadenkirche steht sie unter Denkmalschutz (Listeneintrag).

## Die evangelische Kirche
Die Kirche entstand durch internationale Zusammenarbeit. Die Kirchengemeinde in Wädenswil (Kanton Zürich) kaufte den Baugrund am Pestalozzi-Platz und schenkte diesen den Ebenseern. Der Gmundner Architekt Hubert Matuschek entwarf den Plan für das Bauprojekt. 
Ab Juli 1952 arbeiteten abwechselnd Studenten aus den USA (Brethren Church), Freiwillige aus Deutschland (insbesondere Baden und Württemberg), ein Baulager der Mennonitenkirche und freiwillige Bauhelfer aus Ebensee an der Errichtung mit. Nach rund 24.000 unbezahlten Arbeitsstunden konnte am 18. Oktober 1953 Kirchweihfest gefeiert werden. Auf Grund dieses Erlebnisses der Zusammenarbeit wurde der Name Gnadenkirche gewählt.
Architekt Matuschek verwendete auch Stilelemente des bayerisch-österreichischen Barock. Daher wurde der Kirchturm mit einem Zwiebelhelm ausgeführt. Unmittelbar an die Saalkirche ist die Dienstwohnung und der Gemeindesaal angebaut.

## Geschichte der evangelischen Gemeinde
In Ebensee sind noch um 1625 Evangelische nachweisbar, dies geht aus den Protokollen der Büchersicherstellungen hervor. Lutherische Bücher waren im Zeitalter der Gegenreformation verboten und wurden von den staatlichen Behörden eingezogen. Die Zeit des Geheimprotestantismus dauerte bis zum Toleranzpatent von 1781. Während aber in anderen Teilen des Salzkammergutes bereits im 18. Jahrhundert selbständige Kirchengemeinden gegründet werden konnten, so etwa die Toleranzgemeinde Bad Goisern und die Toleranzgemeinde Gosau, war die Anzahl in Ebensee noch zu gering. Ab 1782 erfolgte die Betreuung durch das Pastorat Rutzenmoos und ab 1870 durch das Pastorat Gmunden. Erst im 19. Jahrhundert stieg der protestantische Anteil durch Zuwanderung von Holz- und Salinenarbeitern aus dem Ischl- und Gosautal.
1920 wurde die Predigtstelle eingerichtet, 1945 folgte die Predigtstation. In den 1950er Jahren konnte sich Ebensee als Tochtergemeinde mit eigener Kirche und eigenem Pfarrzentrum etablieren. 1952/53 wurde die Gnadenkirche in Ebensee errichtet, sie steht heute unter Denkmalschutz. Von 1953 bis 1975 war Hans Krempl Kurator der Tochtergemeinde, ihm folgte Franz Swoboda, der als Lektor auch viele Gottesdienste hielt. Zur evangelischen Pfarrgemeinde Gmunden gehören die Tochtergemeinden Laakirchen, Scharnstein und Ebensee. Die Pfarre Ebensee hat einen eigenen Kurator, zuständiger Pfarrer ist der Seelsorger von Gmunden

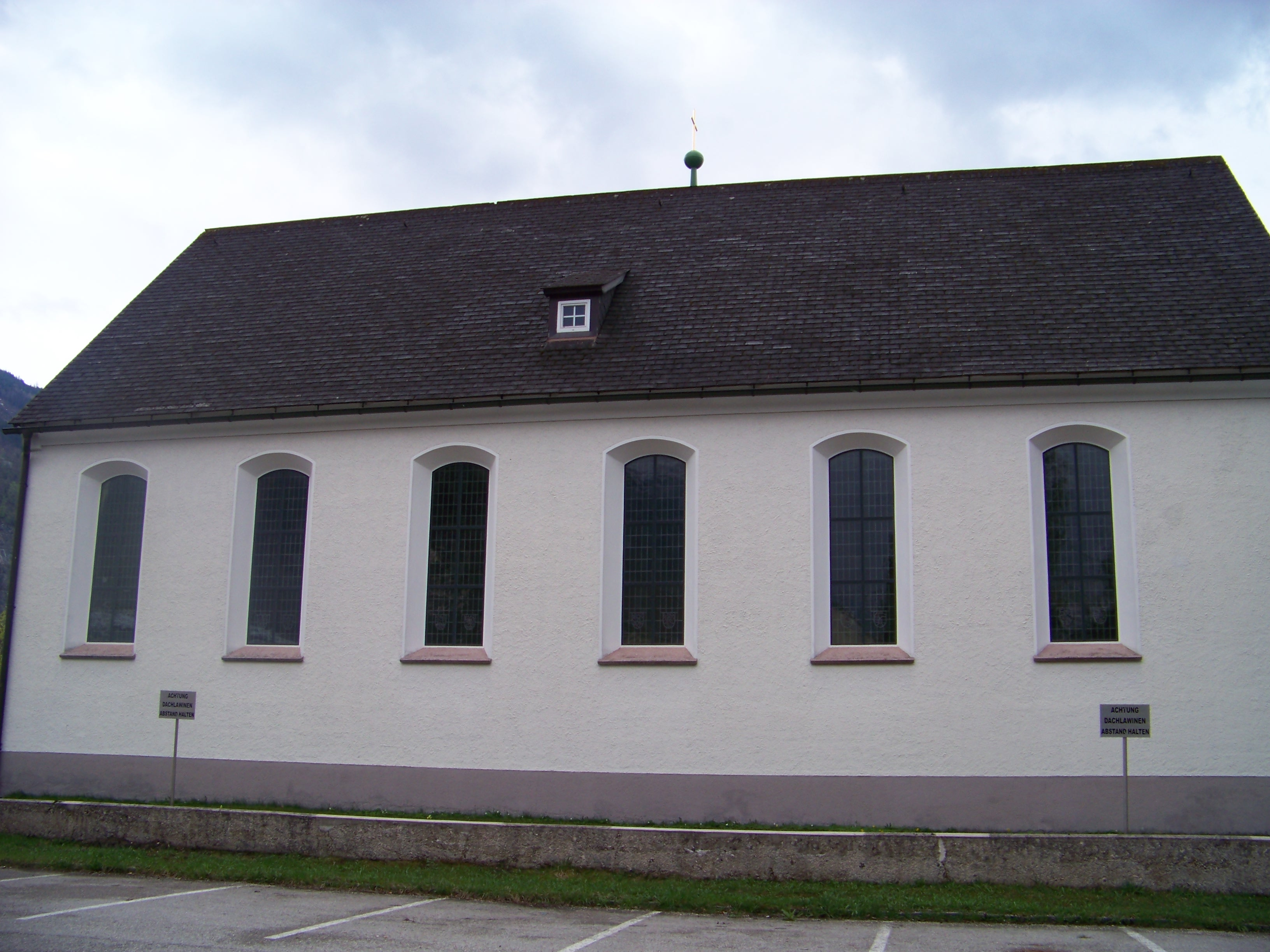
Nordostseite
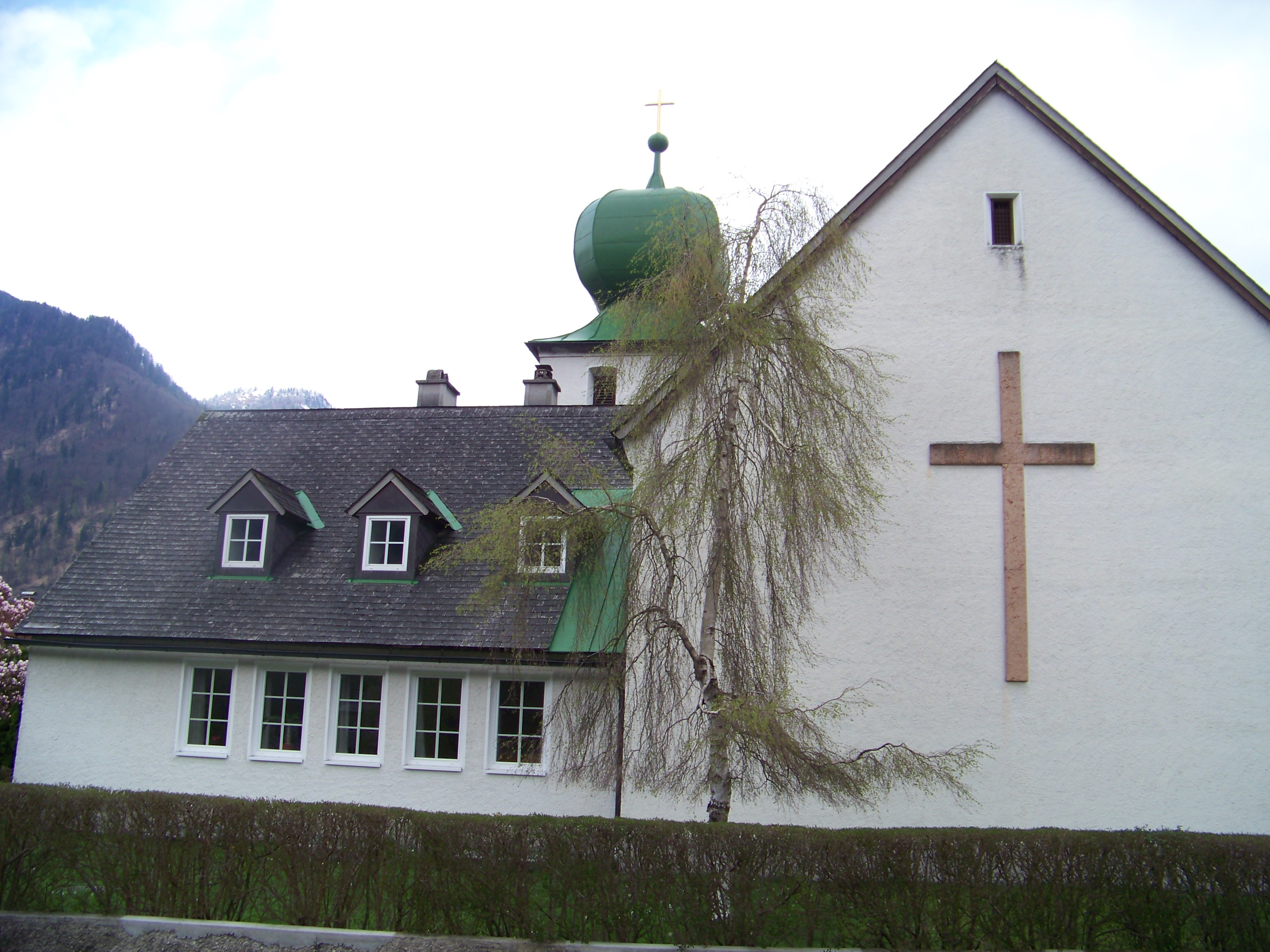
Südostseite

## Demographische Besonderheit
Im Bezirk Gmunden ist die Evangelische Kirche A.B. in Bezug auf das Bundesland Oberösterreich mit der größten Flächendeckung vertreten, indem von den 20 politischen Gemeinden mehr als die Hälfte über ein evangelisches Kirchengebäude verfügen.
Im Gerichtsbezirk Bad Ischl, zu dem auch Ebensee gehört, ist seelsorglich überhaupt eine vollständige Deckung erreicht. Der Gerichtsbezirk wird aus sieben politischen Gemeinden gebildet und verfügt daher über sieben evangelische Sakralbauten. Im Gerichtssprengel Bad Ischl beträgt der Anteil der Evangelischen an der Gesamtbevölkerung über 20 Prozent.